# 新家庭教育協会
新家庭教育協会（しんかていきょういくきょうかい）は、1982年に創立された、日本の教育集団である。理事長は山崎康子。

## 概要
1982年1月、「許し・安らぎ・癒し・励ましのある家庭作り」を目ざす有志の教育集団として、山崎房一が創立した。深刻さを増す家庭教育問題について、社会を堂々と自信を持って生き抜く子育てを目標とし、子供達のみならず、家族全員にとって、我が家をほっと安心できる場にするための勉強会や講演会を開催している。
宗教や政治とは関係ないとしている。

## 母親心理学訓練講座
たくましく伸びる子供の育て方と、母親自身が幸せに生きる方法を学ぶ。
1983年5月31日にNHKラジオ第一で紹介されたのをきっかけに、テレビ東京・テレビ朝日等、全国のテレビでも紹介される。1991年3月、五大新聞の全国紙一面に意見広告を掲載し、全国より25,000名余りから感動の手紙・はがき・電話が寄せられる。

### 講義内容
第1講
- 子供の脳の働きと親の影響
- 親子の信頼関係を作る方法
- 受け持ちの先生との接し方

第2講
- 母親の不安を取り除き、安心感と自信を取り戻す方法
- 自己の再発見
- 母親自身が幸せに生きるために

第3講
- 勉強の好き嫌いの原因
- 子供の学力を向上させる方法
- 子供の自立心を育てる方法

第4講
- 子供を伸ばす親
- 親子の意見対立処理法
- 素晴らしい家庭を築くために

週または月1回、計4回で完結する。

### 開催場所
東京都墨田区、新潟県長岡市、静岡県沼津市・静岡市、愛知県刈谷市、福岡県宗像市等、全国11会場で行われている。この他、全国各地での公開講座や各種教育機関、家庭教育学級、生涯学習等での講演がある。

## 父親心理学訓練講座
講義内容は基本的に母親心理学訓練講座と同じだが、「大切な家族のより豊かな人生を生きるためには父親に何ができるか」に重点を置いている。開催場所は東京都墨田区のみ。月1回、計4回で完結。母親も参加できる。

## 著書
一般の書店では販売されていないが、取寄せができる。協会への申込みやインターネットでの注文がある。
山崎房一著
- そのままのあなたで百点満点（日本教育新聞出版局）
- ガミガミをやめれば子どもは伸びる（PHP研究所）
- どんどんほめればグングンのびる（PHP研究所）
- お母さんのガミガミが子どもをダメにする（PHP研究所）
- きっと、自分を好きになる。（PHP研究所）
- 強い子、伸びる子の育て方（PHP文庫）
- 心が軽くなる本（PHP文庫）
- 心がやすらぐ魔法のことば（PHP文庫）
- 子どもを伸ばす魔法のことば（PHP文庫）
- どんどんほめればグングンのびる（PHP文庫）
- 心の安定と強く生きる知恵（新家庭教育協会）
- わが子のこころに母の愛をいっぱいに！（新家庭教育協会）
- 週間標語カレンダー（新家庭教育協会）

高柳静江著
- ガミガミ言わない子育て講座（PHP研究所）
- 「落ち着き・集中力」のある子に育てる本（PHP研究所）
- ステキな親子になれる本（新家庭教育協会）